# Abbott and Costello Meet the Keystone Kops
Abbott and Costello Meet the Keystone Kops è un film del 1955 diretto da Charles Lamont, con Bud Abbott e Lou Costello, coppia comica meglio nota in Italia come Gianni e Pinotto. Il film è inedito in lingua italiana.

## Trama
Harry e Willie comprano lo studio cinematografico Edison nell'anno 1912 da Joseph Gorman, un truffatore. Essi seguono Gorman a Hollywood dove, da controfigure, lo trovano mentre dirige films come Sergei Trumanoff e ruba gli stipendi dello studio.